# Trójkąt prostokątny

Trójkąt prostokątny
a, b – długości przyprostokątnych,
c – długość przeciwprostokątnej,
α, β – miary kątów ostrych,
h – długość wysokości opuszczonej na przeciwprostokątną

Trójkąt prostokątny – trójkąt, którego jeden z kątów wewnętrznych jest prosty.
Dwa boki trójkąta wyznaczające ramiona kąta prostego nazywane są przyprostokątnymi, trzeci bok przeciwprostokątną.
Szczególnym rodzajem trójkąta prostokątnego jest trójkąt pitagorejski, tj. taki, w którym długości boków są liczbami naturalnymi. Najprostszy z nich to trójkąt egipski o stosunkach długości boków 3:4:5.
Trójkąt prostokątny jest figurą, na której opierają się podstawowe definicje funkcji trygonometrycznych kątów przy przeciwprostokątnej.

## Własności geometryczne
- środek przeciwprostokątnej jest środkiem okręgu opisanego na trójkącie prostokątnym;
- przyprostokątne trójkąta prostokątnego są jego wysokościami;
- symetralne przyprostokątnych są liniami środkowymi;
- środkowa opuszczona na przeciwprostokątną dzieli trójkąt na dwa trójkąty równoramienne;
- wysokość trójkąta opuszczona na przeciwprostokątną dzieli trójkąt na dwa trójkąty prostokątne. Powstałe trójkąty są podobne tak do siebie, jak i całego trójkąta.

## Związki metryczne

### Pole powierzchni
Dane jest wzorami:
{\displaystyle {\begin{aligned}S&={\tfrac {1}{2}}ab={\tfrac {1}{2}}ch=\\&={\tfrac {1}{2}}b^{2}\operatorname {tg} \alpha ={\tfrac {1}{2}}a^{2}\operatorname {tg} \beta =\\&={\tfrac {1}{4}}c^{2}\sin 2\alpha ={\tfrac {1}{4}}c^{2}\sin 2\beta .\end{aligned}}}

### Długości odcinków
- Boki trójkąta prostokątnego spełniają twierdzenie Pitagorasa;
- Wysokość opuszczona na przeciwprostokątną ma długość[2]:

{\displaystyle h={\frac {ab}{c}}={\sqrt {c_{1}c_{2}}}.}
Drugi wzór to średnia geometryczna długości odcinków, na które spodek wysokości dzieli przeciwprostokątną.
- Promień okręgu opisanego wyraża się wzorem[2]: {\displaystyle R={\tfrac {1}{2}}c.}
- Promień okręgu wpisanego wyraża się wzorem[2]: {\displaystyle r={\frac {a+b-c}{2}}.}

Dowód: Zgodnie z wzorem na różnicę kwadratów: {\displaystyle (a+b-c)(a+b+c)=(a+b)^{2}-c^{2}.} Z twierdzenia Pitagorasa wynika: {\displaystyle (a+b)^{2}-c^{2}=2ab.} Zatem z wzorów na pole trójkąta: {\displaystyle S=pr={\frac {1}{2}}ab={\frac {a+b-c}{2}}p} i {\displaystyle r={\frac {a+b-c}{2}}.}
- Niech {\displaystyle r_{1},r_{2}} oznaczają promienie okręgów wpisanych w trójkąty, na które dzieli go wysokość. Wówczas zachodzą równości:

{\displaystyle r+r_{1}+r_{2}=h.}
Dowód: Z wzoru na promień okręgu wpisanego: {\displaystyle r={\frac {a+b-c}{2}},} {\displaystyle r_{1}={\frac {y+h-a}{2}},} {\displaystyle r_{2}={\frac {x+h-b}{2}},} gdzie {\displaystyle x,y} to długości odcinków, na które wysokość dzieli {\displaystyle c.} Zatem {\displaystyle (x+y=c)} {\displaystyle {\frac {a+b-c}{2}}+{\frac {y+h-a}{2}}+{\frac {x+h-b}{2}}={\frac {2h}{2}}}
{\displaystyle r_{1}^{2}+r_{2}^{2}=r^{2},}
co wynika z twierdzenia Pitagorasa i podobieństwa trójkątów.
- Niech {\displaystyle r_{a},r_{b},r_{c}} oznaczają promienie okręgów dopisanych. Wówczas są spełnione:

{\displaystyle r={\frac {r_{a}r_{b}}{r_{c}}},}
{\displaystyle r_{c}=r+r_{a}+r_{b}.}